# Lac Markakol
Le lac Markakol (en kazakh : Марқакөл, Marqaköl ; en russe : Маркаколь, Markakol′) est un lac du Kazakhstan. Il est situé à l'est du pays, dans la région de l'Altaï (Kazakhstan-Oriental), près de la frontière avec la Russie et la Chine. Il est alimenté par de nombreuses petites rivières et ruisseaux.

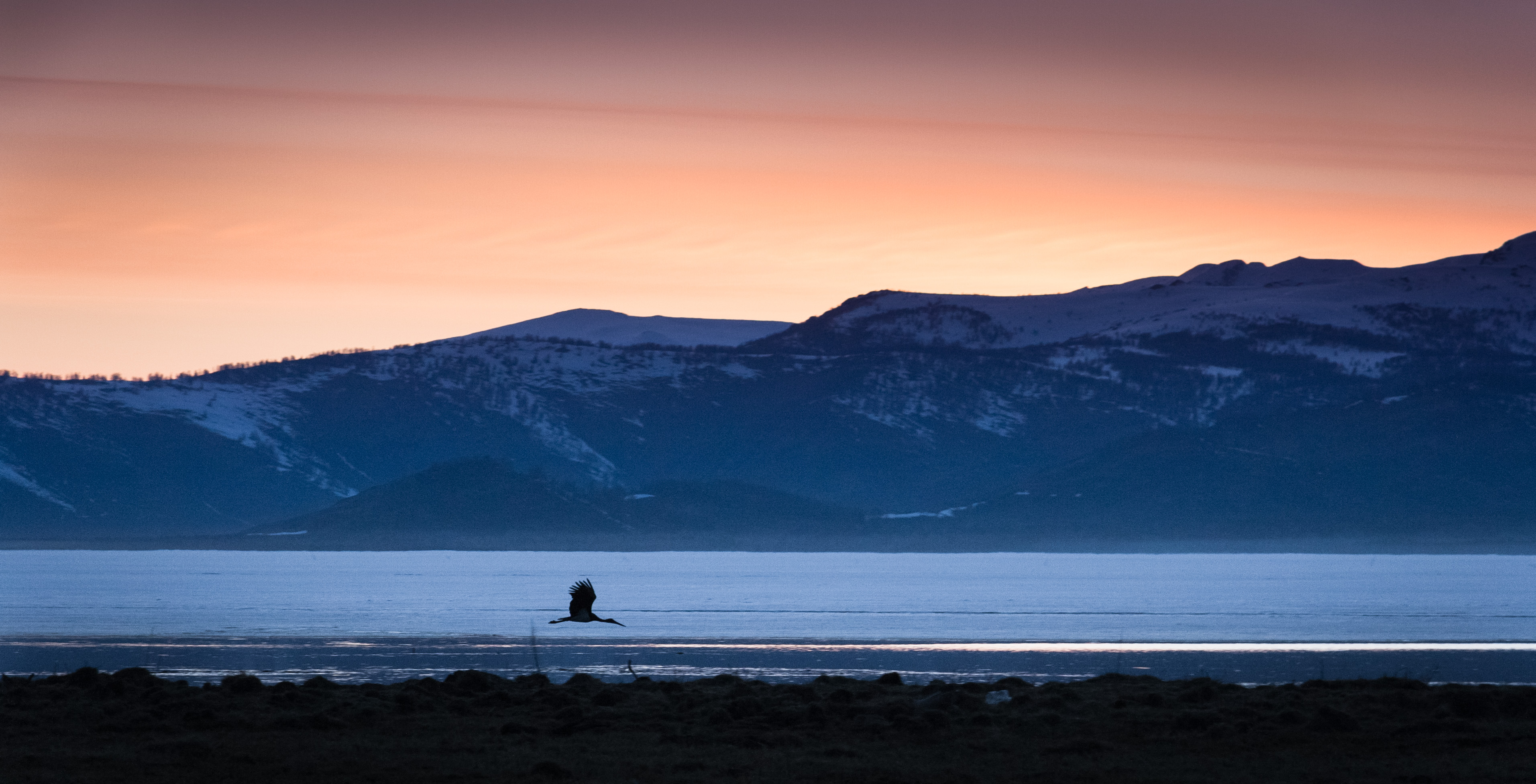
Le lac vu depuis son extrémité orientale.
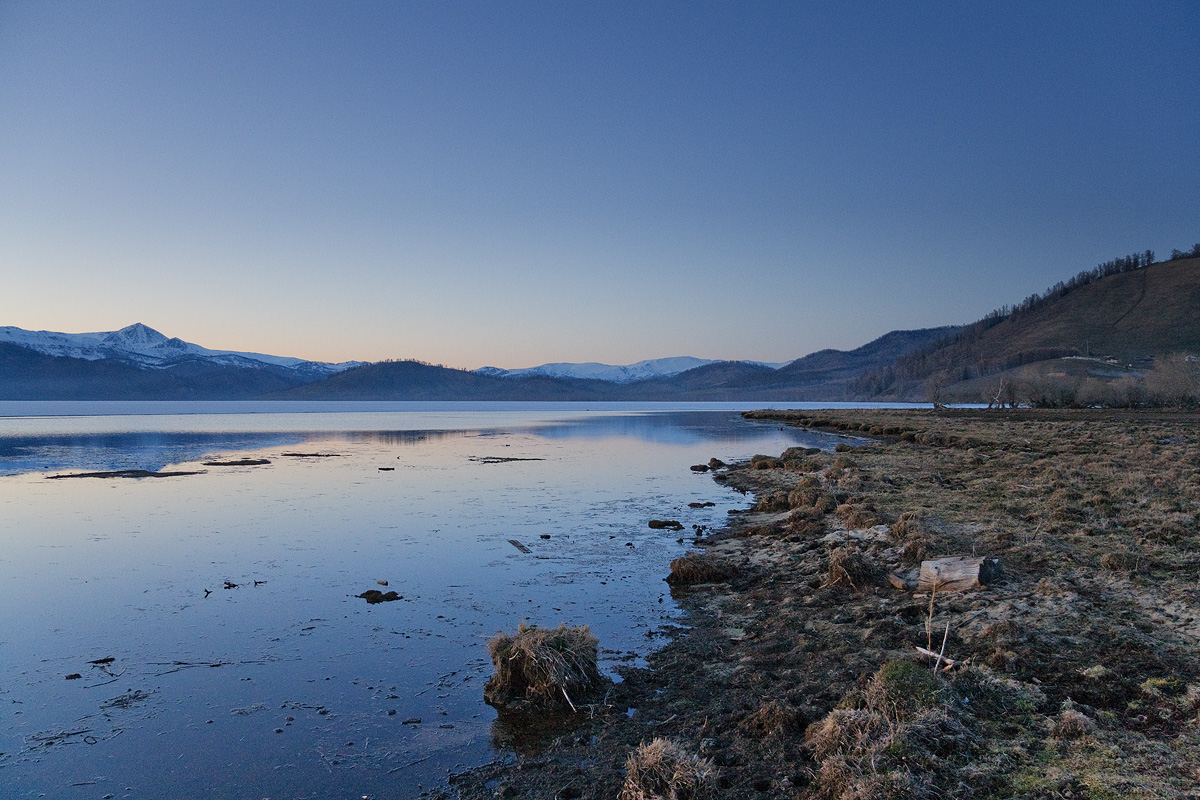
Lac Markakol.
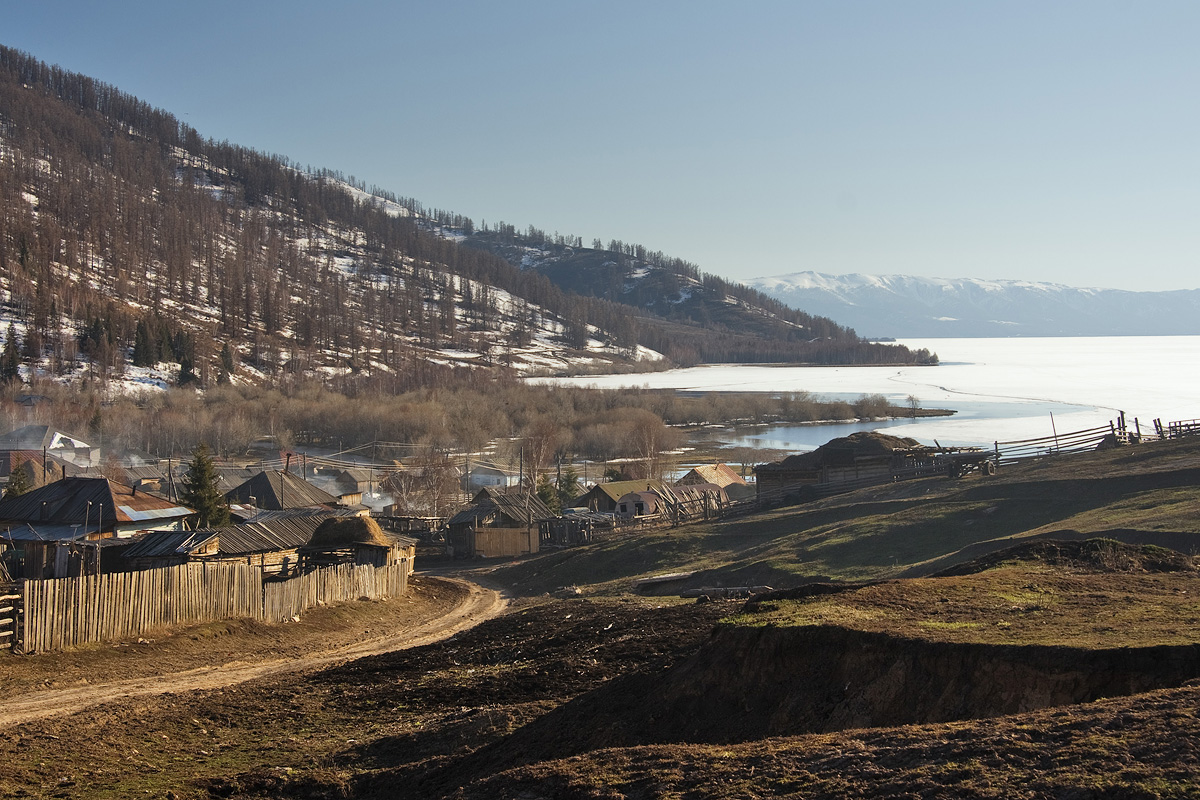
Le village d'Ourounkhaïka sur la rive orientale du Markakol.